# Rue Michel-Blanc
La rue Michel-Blanc est une voie du 3e arrondissement de Paris, en France.

## Situation et accès
La rue Michel-Blanc est une voie du 3e arrondissement de Paris, comprise entre la rue de Turenne, la rue Madame-de-Sévigné et la rue du Parc-Royal. C'est sur une portion de cette dernière que la voie a été créée.

## Origine du nom
La rue rend hommage à Michel Blanc (1952-2024), acteur, réalisateur, scénariste et dialoguiste français.

## Historique
Par délibération du 11 avril 2025, la voie prend la dénomination de « Rue Michel-Blanc » sur l'emprise de la rue du Parc-Royal entre la rue de Turenne et la rue Madame-de-Sévigné.

## Pour approfondir